# Q-Park

Logo Q-Park

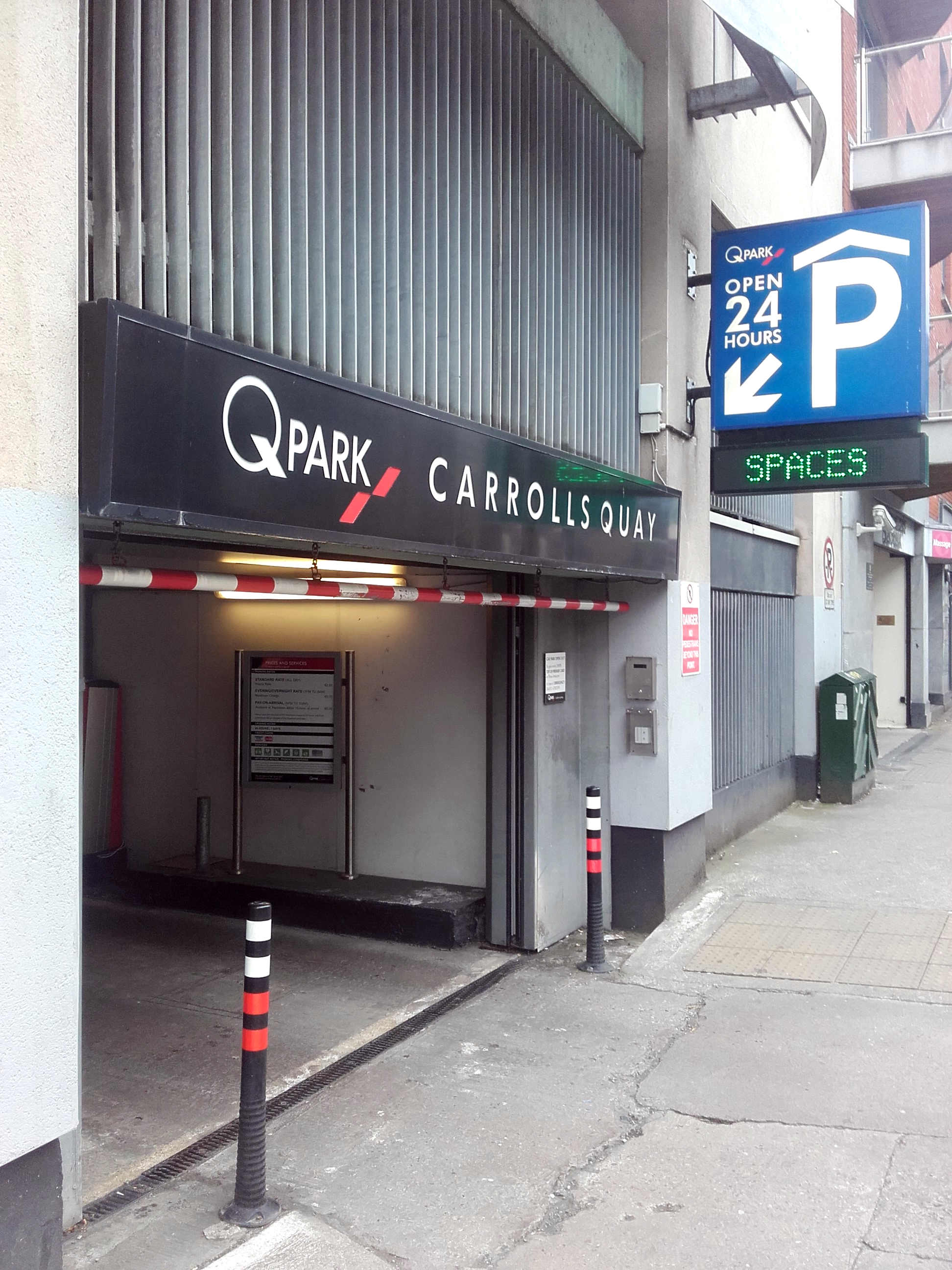
Q Park-Parkhaus Cork City

Q-Park ist ein internationaler Parkraumbewirtschafter. Mit Niederlassungen in Deutschland, Belgien, Großbritannien, Frankreich, Irland, den Niederlanden und Dänemark ist er der zweitgrößte Parkhaus- und Parkplatzbetreiber in Europa. Q-Park ist Marktführer in den Niederlanden, Belgien und Irland. Der Betreiber verfügt über mehr als 800.000 Stellplätze in mehr als 3.500 Orten. Der Hauptsitz liegt in Maastricht.